# Little Raven

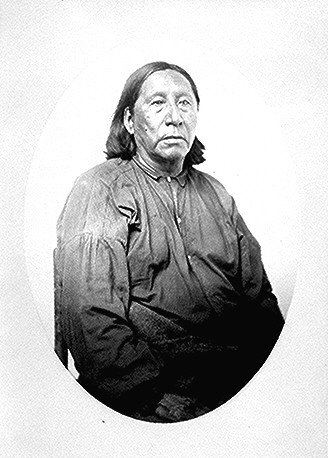
Little Raven

Hosa, besser bekannt als Little Raven (* um 1820; † 1889 in Cantonment, heute Canton, Blaine County, Oklahoma), war von 1855 bis 1889 ein Häuptling der südlichen Arapaho-Indianer. Er versuchte sein Volk aus den Ausrottungskriegen der US-Armee herauszuhalten und war Mitunterzeichner der Verträge von Fort Wise (18. Februar 1861), Little Arkansas (14. Oktober 1865) und Medicine Lodge Creek (28. Oktober 1867).